# 加藤大志
加藤 大志（かとう だいし、1983年7月26日 - ）は、埼玉県出身の元プロサッカー選手、実業家、サッカー指導者、タレント。ポジションはMF（サイドアタッカー）。

## 来歴
朝霞第一中学校在学中に全国中学校サッカー大会に出場。その後桐光学園高校へ進学。同期である藤本淳吾と共にスカウト注目選手となる。
卒業後湘南ベルマーレ入団。1年目から試合に出場し、試合の流れを変えるスーパーサブとして活躍。U-20日本代表、U-22日本代表に選出される。
2005年京都パープルサンガに移籍。移籍初年度でJ2優勝J1昇格に貢献する。
翌年J1ではレギュラーとして活躍したが再びJ2へ降格。怪我、監督交代により徐々に出場機会が減る。
2009年出場機会を求め横浜FCへ移籍。足首の怪我により13試合の出場に留まり戦力外通告。手術をし新天地を求めたが、家業も継ぐ必要があったことから引退を表明。
引退後は上記の通り、家業であるアーティクルキャリー株式会社トーコーに入社、後に代表取締役に就任している。同社ではJリーグを引退した選手を受け入れるなどスポーツ事業の展開も始めている。
また2020年からは武蔵大学サッカー部監督を務め、デポイスジャパン所属のサッカータレントとしても活動している。

## 所属クラブ
ユース経歴
- 朝霞いずみサッカースポーツ少年団
- 朝霞第一中学校
- 桐光学園高校

プロ経歴
- 2002年 - 2004年 湘南ベルマーレ
- 2005年 - 2008年 京都パープルサンガ/京都サンガF.C.
- 2009年 横浜FC

## 個人成績
| 国内大会個人成績 | 国内大会個人成績 | 国内大会個人成績 | 国内大会個人成績 | 国内大会個人成績 | 国内大会個人成績 | 国内大会個人成績 | 国内大会個人成績 | 国内大会個人成績 | 国内大会個人成績 | 国内大会個人成績 | 国内大会個人成績 |
| 年度             | クラブ           | 背番号           | リーグ           | リーグ戦         | リーグ戦         | リーグ杯         | リーグ杯         | オープン杯       | オープン杯       | 期間通算         | 期間通算         |
| 年度             | クラブ           | 背番号           | リーグ           | 出場             | 得点             | 出場             | 得点             | 出場             | 得点             | 出場             | 得点             |
| 日本             | 日本             | 日本             | 日本             | リーグ戦         | リーグ戦         | リーグ杯         | リーグ杯         | 天皇杯           | 天皇杯           | 期間通算         | 期間通算         |
| ---------------- | ---------------- | ---------------- | ---------------- | ---------------- | ---------------- | ---------------- | ---------------- | ---------------- | ---------------- | ---------------- | ---------------- |
| 2002             | 湘南             | 27               | J2               | 23               | 0                | -                | -                | 4                | 1                | 27               | 1                |
| 2003             | 湘南             | 18               | J2               | 31               | 1                | -                | -                | 1                | 1                | 32               | 2                |
| 2004             | 湘南             | 18               | J2               | 40               | 0                | -                | -                | 3                | 0                | 43               | 0                |
| 2005             | 京都             | 27               | J2               | 39               | 4                | -                | -                | 1                | 0                | 40               | 4                |
| 2006             | 京都             | 27               | J1               | 21               | 1                | 3                | 1                | 1                | 0                | 25               | 2                |
| 2007             | 京都             | 27               | J2               | 12               | 0                | -                | -                | 1                | 0                | 13               | 0                |
| 2008             | 京都             | 27               | J1               | 0                | 0                | 1                | 0                | 0                | 0                | 1                | 0                |
| 2009             | 横浜FC           | 15               | J2               | 13               | 0                | -                | -                | 1                | 0                | 14               | 0                |
| 通算             | 日本             | 日本             | J1               | 21               | 1                | 4                | 1                | 1                | 0                | 26               | 2                |
| 通算             | 日本             | 日本             | J2               | 158              | 5                | -                | -                | 11               | 2                | 169              | 7                |
| 総通算           | 総通算           | 総通算           | 総通算           | 179              | 6                | 4                | 1                | 12               | 2                | 195              | 9                |

## 代表歴
- 2003年 U-20日本代表候補、U-22日本代表